# Aylacini
Tribu
Les Aylacini sont une tribu d'insectes hyménoptères de la famille des Cynipidae.

## Liste des genres
Selon ITIS :
- genre Antistrophus Walsh, 1869
- genre Aulacidea Ashmead, 1897
- genre Aylax Hartig, 1840
- genre Barbotinia Nieves-Aldrey, 1994
- genre Cecconia Kieffer, 1902
- genre Diastrophus Hartig, 1840
- genre Hedickiana Nieves-Aldrey, 1994
- genre Iraella Nieves-Aldrey, 1994
- genre Isocolus Förster, 1869
- genre Liposthenes Förster, 1869
- genre Neaylax Nieves-Aldrey, 1994
- genre Panteliella Kieffer, 1901
- genre Phanacis Förster, 1860
- genre Rhodus Quinlan, 1968
- genre Timaspis Mayr, 1881
- genre Xestophanes Förster, 1869